# Konrad Köstlin
Konrad Köstlin (* 8. Mai 1940 in Berlin) ist ein deutscher Volkskundler.

## Leben
Konrad Köstlin studierte Volkskunde, Soziologie und Philosophie an den Universitäten Tübingen und München, wo er 1967 mit der Dissertation Sicherheit im Volksleben promoviert wurde. 1972 habilitierte er sich in Kiel mit der Arbeit Gilden in Schleswig-Holstein – Die Bestimmung des Standes durch „Kultur“. Nach seiner Lehrtätigkeit in Kiel, Regensburg und Tübingen wurde er 1994 zum Lehrstuhlinhaber für Volkskunde an der Universität Wien ernannt. 
Köstlin war von 1983 bis 1987 Vorsitzender der Deutschen Gesellschaft für Volkskunde (dgv) und darüber hinaus langjähriger Vorsitzender der Société internationale d'ethnologie et de folklore (SIEF). Sein wissenschaftliches Gesamtwerk hat ihn über die Fachgrenzen hinaus bekannt gemacht.
Seit Anfang November 2007 ist Köstlin Vizepräsident und Leiter der wissenschaftlichen Kommission des Österreichischen Volksliedwerks. Er ist Präsident des Vereins für Volkskunde in Wien. 
Im Jahr 2019 wurde Köstlin für sein umfassendes Wirken für die Volkskultur und Volkskulturforschung in Österreich mit dem Österreichischen Ehrenkreuzes für Wissenschaft und Kunst ausgezeichnet.

## Publikationen (Auswahl)
- Sicherheit im Volksleben. Lerche, München 1967, (München, Universität, Dissertation, 1967)
- Gilden in Schleswig-Holstein. Die Bestimmung des Standes durch „Kultur“. Universitäts-Bibliothek, Kiel 1972, (Auch: Schwartz, Göttingen 1976, ISBN 3-509-00769-7).
- als Herausgeber mit Rosemarie Pohl-Weber und Rainer Alsheimer: Kinderkultur (= Hefte des Focke-Museums. Nr. 73, ZDB-ID 17580-8). Focke-Museum, Bremen 1987.
- als Herausgeber: Historische Methode und regionale Kultur. Karl-S. Kramer zum 70. Geburtstag (= Regensburger Schriften zur Volkskunde. Bd. 4). Tesdorpf, Berlin u. a. 1987, ISBN 3-924905-18-5.
- als Herausgeber: Informationen zum Studium der Volkskunde, europäischen Ethnologie, empirischen Kulturwissenschaft an deutschsprachigen Universitäten (= DGV-Informationen. Beiheft. 3, ZDB-ID 552226-2). Deutsche Gesellschaft für Volkskunde, Regensburg 1987.
- als Herausgeber mit Herbert Nikitsch: Ethnographisches Wissen. Zu einer Kulturtechnik der Moderne (= Veröffentlichungen des Instituts für Volkskunde der Universität Wien. Bd. 18). Institut für Volkskunde, Wien 1999, ISBN 3-902029-01-3.